# Aphaenogaster senilis
Aphaenogaster senilis é uma espécie de inseto do gênero Aphaenogaster, pertencente à família Formicidae.